# Langia nina
Langia nina är en fjärilsart som beskrevs av Clayton Dissinger Mell. Langia nina ingår i släktet Langia och familjen svärmare. Inga underarter finns listade i Catalogue of Life.